# Gornji Rahić
Gornji Rahić (en serbe cyrillique : Горњи Рахић) est une localité de Bosnie-Herzégovine. Elle est située dans le district de Brčko. Selon les premiers résultats du recensement de 2013, elle compte 3 759 habitants.

## Géographie
La localité est située au bord de la rivière Brka, un affluent droit de la Save.

## Démographie

### Évolution historique de la population dans la localité
| 1948 | 1953 | 1961  | 1971  | 1981  | 1991  | 2013  |
| ---- | ---- | ----- | ----- | ----- | ----- | ----- |
| -    | -    | 1 622 | 1 879 | 1 952 | 2 167 | 3 759 |

|  |

### Communauté locale
En 1991, la communauté locale de Gornji Rahić comptait 3 785 habitants, répartis de la manière suivante :